# かあちゃん
『かあちゃん』は2001年製作の日本の時代劇映画。監督は市川崑。

## 概要
江戸時代の貧乏長屋を舞台に、人を信じ愛することを信条とするひとりの母親を巡る山本周五郎の同名短篇を基にした人情ドラマ。撮影は五十畑幸勇、主演は岸惠子。第25回モントリオール国際映画祭コンペティション部門出品、

## 出演
- おかつ：岸惠子
- 勇吉：原田龍二
- 市太：うじきつよし
- おさん：勝野雅奈恵
- 三之助：山崎裕太
- 次郎：飯泉征貴
- 七之助：紺野紘矢
- 熊五郎：石倉三郎
- 同心：宇崎竜童
- 印半纏の男：中村梅雀
- 禿げ老人：春風亭柳昇
- 左官風の男：コロッケ
- 商人風の男：江戸家小猫
- 岡っ引：仁科貴
- 居酒屋の亭主：横山あきお
- 源さんの女房：阿栗きい
- 居酒屋の小女：新村あゆみ
- 源さん：尾藤イサオ
- 易者：常田富士男
- 大家：小沢昭一

## スタッフ
| 製作者                     | 西岡善信、中村雅哉、長瀬文男、松村和明 |
| 原作                       | 山本周五郎 |
| 脚本                       | 和田夏十、竹山洋 |
| 音楽                       | 宇崎竜童（編曲：中村哲） |
| 撮影                       | 五十畑幸勇 |
| 美術                       | 西岡善信 |
| 録音                       | 斉藤禎一 |
| 調音                       | 大橋鉄矢 |
| 照明                       | 下村一夫、古川昌輝 |
| 編集                       | 長田千鶴子 |
| 助監督                     | 小笠原佳文 |
| 製作担当者                 | 丹羽邦夫 |
| 衣裳                       | 乾保直 |
| スクリプター               | 川野恵美 |
| スチール                   | 橋山直巳 |
| 音響効果                   | 斎藤昌利、林彦佑 |
| 色彩設計                   | 谷川創平 |
| 時代考証                   | 大石学 |
| 現像                       | IMAGICA |
| スタジオ                   | 松竹京都撮影所 |
| タイトル画                 | 和田誠 |
| タイトル                   | 島田プロダクション |
| 色彩設計                   | 谷川創平 |
| デジタル合成 by Shake Film | 越智武彦、ささきやよい |
| 協力                       | 光映新社、コダック、新映美術工芸、嵯峨映画、八木かつら、松竹衣装、高津商会、IMAGICAウェスト、関西ロケーションサービス、ビジュアル・プロセッション・ジャパン、カネボウコスミリオン、アークホテル京都 |
| プロデューサー             | 西村維樹、猿川直人、鶴間和夫、野口正敏 |
| 監督                       | 市川崑 |
| 製作委員会                 | 映像京都、IMAGICA、シナノ企画、日活 |
| 録音                       | 東宝サウンドスタジオ |
| 現像                       | IMAGICA |
| 配給                       | 東宝 |

## 製作
監督を担当した市川崑が大映と契約していた頃に映画化を試み、妻で脚本家の和田夏十が脚本を執筆するも、大映から監督デビューする西山正輝の中篇映画用に脚本を提供するよう依頼があり、和田が改稿を行った上で久里子亭名義で提供し、その際は『江戸の青空』という題名で劇場公開されたが、この改稿前のオリジナルを竹山洋が劇場用に手直したものが使用されている。脚本の第二稿段階では長屋の大屋役には植木等が想定されていたが、小沢昭一に変更となった。音楽は本人の強い希望で宇崎竜童が担当したが、出来上がりを少し甘いと感じた市川が、調音担当の大橋鉄矢と相談して、宇崎が作った曲全体のトラックを全てバラしてリズムを追加する等、音楽全体を再構築した上で、本編で使用している。

## 上映データ
| 公開日 上映時間 | 2001年                         | 11月10日                       | 日本                    | 96分           |
| サイズ          | シルバーカラー                 | ビスタビジョン                 |                         |                |
| 受賞歴          | 第25回モントリオール世界映画祭 | 第25回モントリオール世界映画祭 | 特別功労賞              | 市川崑         |
| 受賞歴          | 第25回日本アカデミー賞         | 第25回日本アカデミー賞         | 最優秀主演女優賞        | 岸惠子         |
| 受賞歴          | 第25回日本アカデミー賞         | 第25回日本アカデミー賞         | 優秀美術賞              | 西岡善信       |
| 受賞歴          | 第75回キネマ旬報ベストテン     | 第75回キネマ旬報ベストテン     | 日本映画第14位          | 日本映画第14位 |
| 受賞歴          | 第75回キネマ旬報ベストテン     | 第75回キネマ旬報ベストテン     | 読者選出 日本映画第11位 |                |
| 受賞歴          | 第51回芸術選奨                 | 第51回芸術選奨                 | 第51回芸術選奨          | 竹山洋         |
| 受賞歴          | 第19回川喜多賞                 | 第19回川喜多賞                 | 第19回川喜多賞          | 市川崑         |
| 受賞歴          | 第14回日刊スポーツ映画大賞     | 第14回日刊スポーツ映画大賞     | 主演女優賞              | 岸惠子         |
| 受賞歴          | 文部科学省選定                 |                                |                         |                |

## 映像ソフト化
| ソフト | 発売日        | 販売元 | ASIN       |
| ------ | ------------- | ------ | ---------- |
| VHS    | 2002年6月21日 | 日活   | B000067P0F |
| DVD    | 2002年6月21日 | 日活   | B000066O5G |